# Institut de presse et des sciences de l'information
 (mars 2025).
Si vous disposez d'ouvrages ou d'articles de référence ou si vous connaissez des sites web de qualité traitant du thème abordé ici, merci de compléter l'article en donnant les références utiles à sa vérifiabilité et en les liant à la section « Notes et références ».
L'Institut de presse et des sciences de l'information (arabe : معهد الصحافة وعلوم الإخبار) ou IPSI est un établissement universitaire tunisien dépendant de l'université de La Manouba.
Créé selon l'article 36 de la loi de finances du 30 décembre 1967, il est l'unique établissement public qui délivre le diplôme de journaliste en Tunisie. Ses locaux se situent dans la banlieue ouest de Tunis.

## Conditions d'accès
L'IPSI recrute ses étudiants à l'issue d'un baccalauréat (exceptionnellement un baccalauréat étranger équivalent) sur la base de l'ordre du mérite.

## Histoire
Il est fondé en 1967 et rattaché au secrétariat d'État aux Affaires culturelles et à l'Information puis au secrétariat d’État à l’Éducation nationale en 1968. En 1973, l'institut devient autonome et se place sous la tutelle du ministère de l'Éducation puis de l'Enseignement supérieur et de la Recherche scientifique lorsque ce dernier est créé en 1978.
À partir de l'année universitaire 1992-1993, la formation, qui aboutit à un diplôme de maîtrise, s'articule autour d'un tronc commun de deux ans pour tous les étudiants, suivi de deux ans de spécialisation dans le journalisme ou les sciences de l'information. Il passe en 2007 au régime LMD : la formation dure dès lors trois ans et aboutit à un diplôme de licence en journalisme.
Les licenciés de l'IPSI travaillent dans des médias tunisiens, arabes et internationaux.
En avril 2024, l'IPSI lance un laboratoire de recherche spécialisé dans le médias, la communication et la transition. En juin de la même année, le professeur Sadok Hammami est élu directeur.

## Chiffres et publications
Le nombre d'étudiants évolue de 793 en 1999 à 2 013 en 2006, dont 73,5 % de sexe féminin. Plusieurs étudiants étrangers, de nationalités arabes et africaines, y poursuivent leurs études. Des études à distance sont possibles à l'institut mais cette technique est abandonnée après la fermeture de sa section à Oman en 2002.
Le corps enseignant compte 71 professeurs répartis entre permanents et contractuels.
L'IPSI publie depuis 1982 une revue bisannuelle consacrée aux sciences de l'information, la Revue tunisienne de communication. Il publie également des livres, des études et des travaux monographiques.